# Disco di Secchi

Disco di Secchi a quadranti bianchi e neri

Differenti tipi di dischi di Secchi

Il disco di Secchi o disco Secchi è uno strumento che si usa per misurare la trasparenza dell'acqua in un ambiente naturale.

## Storia
Fu inventato nel 1865 da Angelo Secchi, che lo utilizzò per la prima volta durante una crociera della pirocorvetta Immacolata Concezione nel Mar Mediterraneo. È un disco circolare di vari diametri, di solito 20-30 cm, bianco o a quadranti bianchi e neri. 

## Utilizzo
Si immerge legato a una fune metrata finché non si riesce più a vedere, a quel punto si misura la profondità. La trasparenza dell'acqua di lago, di fiume o di mare è così definita come "profondità di scomparsa del disco di Secchi".